# Constantin Ghiulai
Constantin Ghiulai (n. 1 decembrie 1898, Ulești, România – d. 23 septembrie 1976, București, România) a fost un inginer și un profesor universitar român de numele căruia se leagă proiectarea primului tanc românesc. Acesta, alături de maiorul Nicolae Anghel, căpitanul Gheorghe Sâmbotin, lt.col. Paul Drăghiescu și inginerul Radu Veres (directorul uzinelor Rogifer, denumite anterior Malaxa), a lucrat la prototipurile vânătorului de tancuri Mareșal.
Constantin Ghiulai s-a născut în satul Ulești, actualmente parte a satului Condeești din comuna Bărcănești, județul Ialomița și a încetat din viață pe 23 septembrie 1976, în București.

## Formarea profesională și militară

### Primul Război Mondial
În anul 1916 s-a înrolat în Armata Română, fiind repartizat la Școala de ofițeri de rezervă de infanterie din Botoșani. După 2 ani a fost demobilizat, dar în 1919 a fost încorporat din nou și trimis în Basarabia ca ofițer de rezervă, ca urmare a atacurilor forțelor bolșevice din Rusia și a Războiului româno-ungar din 1919. Ghiulai a absolvit Liceul "Mihai Viteazul" din București și s-a înscris la Institutul Electrotehnic al Universității din București, însă a fost nevoit să abandoneze cursurile din cauza războiului.

### Perioada interbelică
Fiindcă i-a fost refuzată demobilizarea, Ghiulai a fost repartizat ca sublocotenent în cadrul Regimentului 23 Infanterie. În octombrie 1920, el a cerut și a obținut transferul la prima și singura (la vremea respectivă) unitate de care de luptă. Aflat la Târgoviște, regimentul era dotat cu tancurile de fabricație franceză Renault FT-17. Fiind pasionat de tehnică, el devine primul ofițer specializat al regimentului de care de luptă, având următoarele sarcini pe parcursul anilor: instruirea ofițerilor din cadrul regimentului de tancuri, șef al serviciului tehnic și responsabilul cu întreținerea și repararea vehiculelor blindate.
În anul 1927, având gradul de locotenent, a fost trimis în Franța pentru a se specializa ca ofițer tehnic de tancuri în cadrul școlilor armatei franceze de la Paris și Versailles. Constantin Ghiulai a absolvit cursurile cu calificative foarte bune, având performanțe similare cu șeful de promoție din anul respectiv. În septembrie 1931, el a obținut permisiunea de a urma cursurile Politehnicii din București, cu promisiunea de a lucra ca ofițer inginer 12 ani în cadrul armatei.
Ca inginer în cadrul Armatei Române, el a fost responsabil de Serviciul Motorizări din Direcția Tehnică a Ministerului Înzestrării Armatei, cu mici întreruperi din cauza vizitelor de specializare în străinătate. În anii de dinaintea celui de-al Doilea Război Mondial (1936-1939), Ghiulai a menținut în permanență contactul cu noile dezvoltări ale tehnicii, fiind implicat în proiecte din marile uzine ale epocii (Skoda, Tatra, Poldi, Ceskomarewsca, Witcovice, Henschell, Tempo).

### Al Doilea Război Mondial
În timpul celui de-al Doilea Război Mondial, Constantin Ghiulai a fost implicat în proiectele de fabricare și modernizare a autovehiculelor din cadrul Armatei Române, având o contribuție majoră la următoarele proiecte: TACAM T-60, TACAM R-2, vânătorul de care Renault R-35 (transformat), vânătorul de tancuri Mareșal și tractorul rapid cu șenile T-1 pentru artilerie. În luna august a anului 1946, el a cerut și a obținut cererea de trecere în rezervă cu gradul de colonel-inginer.

## Perioada postbelică și activitatea didactică
În domeniul civil, Constantin Ghiulai a lucrat pentru Uzinele Vulcan din București (între anii 1946-1948) și în Ministerul Metalurgiei (unde avea funcția de șef al Secției Standardizare, Control Tehnic și Documentare din Direcția Siderurgiei). În luna ianuarie a anului 1952, el a fost transferat la Academia Tehnică Militară. Ca profesor universitar, Constantin Ghiulai a predat cursuri despre automobile, tractoare, tancuri și tehnica industrială. Încă din anul școlar 1940-1941, el a fost numit conferențiar la Institutul Politehnic din Bucuresti, Facultatea de Mecanică. Din septembrie 1960, a fost numit decan al Facultății Tehnico-Economice, fiind și șef de catedră la catedra "Autovehicule" a Facultății de Transporturi a Institutului Politehnic. La Academia de Tehnică Militară, Constantin Ghiulai a ocupat funcția de șef al Catedrei Tancuri și Auto, ocupându-se de organizarea acesteia și de instruirea noilor cadre didactice specializate în această armă.
Constantin Ghiulai a redactat numeroase lucrări științifice, manuale tehnice și studii (peste 7 mii de pagini). În anul 1948, a elaborat primul curs de nivel superior de automobile din România, fiind și fondatorul Catedrei de Autovehicule Rutiere din Universitatea Politehnica din București.

## Distincții
A fost distins cu Ordinul Steaua Republicii Socialiste România clasa a IV-a (1971) „pentru merite deosebite în opera de construire a socialismului, cu prilejul aniversării a 50 de ani de la constituirea Partidului Comunist Român”.